# Xã Cimarron, Quận Morton, Kansas
Xã Cimarron (tiếng Anh: Cimarron Township) là một xã thuộc quận Morton, tiểu bang Kansas, Hoa Kỳ. Năm 2010, dân số của xã này là 60 người.